# Joan Scott
Joan Wallach Scott é uma historiadora norte-americana, nascida em 18 de dezembro de 1941 no Brooklyn, cujo trabalho, inicialmente dedicado à história francesa (movimento operário e história intelectual) foi direcionado na década de 1980 para a história das mulheres a partir da perspectiva de gênero. Ela atualmente ocupa a cadeira Harold F. Linder na Instituto de Estudos Avançados de Princeton.
Entre suas publicações mais notáveis está o artigo ""Gênero: uma categoria útil de análise histórica"", publicado em 1986 no American Historical Review. Este artigo, "sem dúvida, um dos artigos mais lidos e citados na história da revista", foi essencial na formação de um campo de história de gênero dentro dos estudos históricos anglo-americanos. O artigo foi traduzido para o português e é referência teórica importante no estabelecimento dos estudos de gênero no Brasil.
É mãe do crítico de cinema e jornalista A. O. Scott.

## Carreira Acadêmica
Joan Scott graduou-se na Universidade Brandeis, em 1962. Em 1969, obteve seu Ph.D. pela Universidade de Wisconsin. Em seguida, ela ensinou sucessivamente na Universidade de Illinois em Chicago e na Universidade Northwestern, na Universidade da Carolina do Norte em Chapel Hill, na Universidade de Rutgers e na Universidade Johns Hopkins. Após ocupar brevemente o cargo de diretora de estudos associados à École des Hautes Études en Sciences Sociales (em 1984), obteve em 1985 a cadeira Harold F. Linder do Instituto de Estudos Avançados. Em janeiro de 2006, ela se juntou ao conselho editorial do  The Journal of Modern History.